# Pontiac Grand Prix
Pontiac Grand Prix — линейка автомобилей, производимых подразделением Pontiac (концерн General Motors). С 1962 по 2002 год выпускались купе, в 1988—2008 годах — седаны. Grand Prix — первый полноразмерный автомобиль Pontiac; тем не менее, модель неоднократно менялась по размеру и производительности.

## Первое поколение
Grand Prix впервые появился в линейке Pontiac в 1962 году, в качестве замены для Pontiac Ventura, который стал комплектацией полноразмерного Pontiac Catalina более высокого уровня. Джон DeLorean, руководитель отдела перспективных разработок в Pontiac, внёс свой вклад в разработку Grand Prix и GTO. По сути, это было стандартное купе Catalina, с минималистичным внешним видом, хромированной отделкой и спортивным салоном (ковшеобразные сидения и центральная консоль). Объём бензинового двигателя составлял 6.4 или 6.9 литра (303 или 320 л. с.). Полноразмерный Pontiac Grand Prix продавался до 1968 года.

## Второе поколение
Генеральный директор Pontiac John Z. DeLorean предложил разработку нового Grand Prix в 1969 году. Он отличался более вытянутым кузовом и был построен на версии промежуточной платформы, получившей название G-Body. На борту у автомобиля стоял 7-литровый бензиновый двигатель (390 л. с.). Продажи достигли более 112 000 единиц, почти в четыре раза больше, чем 32 000 полноразмерных моделей, выпущенных в 1968 году. Аналогичный, но менее роскошный Chevrolet Monte Carlo появился в 1970 году. Ford и Chrysler тогда же выпустили более роскошные версии своих моделей Torino и Charger.

## Третье поколение
Все кузова платформы A-body, в том числе Pontiac Grand Prix, были созданы в 1973 году. Это поколение было больше и тяжелее, отчасти благодаря полученному двигателю V-8. Самой заметной особенностью стиля этого поколения было появление фиксированного окна задних дверей, заменившего отодвижное. В третьем поколении устанавливался бензиновый двигатель на 7.5 литра (200 л. с.).

## Четвёртое поколение
В 1978 году появился новый Grand Prix. Версия платформы A-Body получила модификацию кузова в 1981 году. Модель 1981 года стала короче на 0,3 метра, и на 270 килограммов легче. Устанавливался пятилитровый бензиновый двигатель (160 л. с.).

## Пятое поколение
Первые переднеприводные купе Grand Prix с кузовом W-body были созданы в октябре 1987 года. Выпуск начался 12 января 1988 года. Grand Prix создавался в Канзас-Сити, штат Канзас. Новая модель имела базовое купе комплектаций LE и SE. Автомобиль оснащался 2.8 литровым двигателем v6, с мощностью 130 л. с. и крутящим моментом 170 Н·м.
Модели SE оснащались передними сиденьями с электроприводом и поясничными боковыми валиками, регулировками боковых зеркал, стереосистемой AM / FM, а также бортовым компьютером и компасом, расположенными в центре передней панели. Некоторые модели этого поколения имеют сплит-сиденья. Также версия оснашалась кодовым замком для бардачка. Grand Prix был признан автомобилем года по версии журнала Motor Trend 1988 года.

## Шестое поколение
В 1990 году началась работа над новым Grand Prix, наряду с другими полноразмерными автомобилями, под руководством дизайнера Джона Манукьяна II. Это был первый полноразмерный седан Pontiac. К 1993 году был утверждён окончательный дизайн. 4 января 1995 года компания General Motors представила концепт-кар Grand Prix 300 GPX на автосалоне в Детройте.
Бензиновые двигатели новой модели могли развивать мощность от 135 до 160 л. с.

## Седьмое поколение
Pontiac Grand Prix седьмого поколения начал выпускаться в 2004 году. Ранее он был представлен на Чикагском автосалоне 7 февраля 2002 года, как концепт-кар G-force. Серийная версия была представлена на международном автосалоне в Лос-Анджелесе 3 января 2003 года. У нового поколения существовало четыре модификации: GT1, GT2, GTP и GTP Comp-G (для соревнований). GT1 и Fancier GT2 оснащены двигателем Series III 3800 V6, вырабатывающим 200 л. с. (150 кВт) и 230 фунт·фут (310 Н·м) крутящего момента, в то время как обе модели GTP имели двигатель Eaton Gen 5 Supercharger 3800 Series III V6 мощностью 260 л. с. (195 кВт) и крутящим моментом в 280 фунт·фут (380 Н·м) с турбонаддувом.
В 2008 году Pontiac перестал выпускать модификацию GT, но продолжал предлагать остальные. Базовая версия предлагалась с двигателем V6 мощностью 200 л. с. (150 кВт) и колёсами 16 дюймов (41 см). Несколько новых цветов были также добавлены для 2008 модельного года. Производство G8 было закончено в июне 2009 года. Бренд Pontiac был распущен в 2010 году по причине банкротства.